# Quentin Mosimann
Quentin Mosimann (ur. 14 lutego 1988 w Genewie) – szwajcarski DJ i producent muzyczny. Znalazł się w pierwszej setce najlepszych DJ-ów przez cztery lata z rzędu w DJ Magazine.

## Życiorys

### Wczesne lata
Urodził się w Genewie. Jego ojciec pochodził ze Szwajcarii rodem z Berna, a matka z Francji. Mając 7 lat zorganizował prywatne koncerty dla rodziny i znajomych. W 2001 roku brał udział w wielu konkursach piosenkarskich, które wygrywał. Od tej pory, zdecydował, że swoje życie poświęci muzyce. 

### Kariera
Quentin został dostrzeżony przez kompozytora i producenta muzycznego François Bernheima (Patricia Kaas, Melissa Mars, Chimène Badi, les Poppys). Wspólnie pracowali nad większością piosenek oraz poszukiwali stylu muzycznego, który Mosimannowi najbardziej by odpowiadał. Później Mosimann zaczął samodzielnie komponować własne utwory. Jego preferencje muzyczne mieszały się ze stylami Jamie Cullum, Michaela Bublé i Jamiroquai.
Następnie zaczął pracować jako DJ w klubach pod pseudonimem John Louly. W 2007 roku został wybrany do wzięcia udziału w Star Academy 7. Pokonał swojego finałowego rywala Mathieu Edwarda. W czerwcu 2008 roku do sklepów trafił singiel „Chercher le garcon”. Dwa miesiące później wydał swój debiutancki album zatytułowany Duel. Na jednej płycie można posłuchać jazzu, na drugiej natomiast electrodanceflooru. W 2010 ukazała się jego druga płyta Exhibition (wyd. Mercury).
Wziął udział w nagraniu singla charytatywnego „Je reprends ma route” wspierającego organizację UNITAID, który ukazał się 24 września 2012, wykonanego przez formację Les Voix de l'Enfant (Głos dziecka) w towarzystwie takich wykonawców jak Matt Pokora, Joyce Jonathan, Emmanuel Moire, Marie Myriam, Gérard Lenorman, Florent Mothe, Mikelangelo Loconte, Pedro Alves, Merwan Rim i Yannick Noah.

## Dyskografia

### albumy
- 2008: Duel (wyd. Universal Music France)
- 2009: Il y a je t'aime et je t'aime (wyd. TF1 Entreprises)
- 2010: Exhibition (wyd. Mercury)
- 2013: The 8 Deadly Sins (wyd. DJ Magazine, Universal Music Group)

### single
- 2008: „Watch Your Back” (wyd. Universal Music France)
- 2008: „Cherchez Le Garçon” (wyd. Mercury)
- 2013: „Psyké Underground” (wyd. 541)
- 2016: „I'm Leaving” wyk. Tom Swoon i Mosimann, gościnnie: Ilang (wyd. Zouk Recordings)
- 2016: „The Gifted One” Mosimann, gościnnie: Uhre (wyd. GL Music)